# ジャジャジャジャジャパン
『ジャジャジャジャジャパン』（ジャジャジャジャジャパン）は、2017年7月1日から2018年4月1日にかけて放送されたエフエム北海道（AIR-G'）のラジオ番組。放送時間は毎週土曜 25:00 - 26:00 （日本標準時）。